# George Kelly (beisbolista)
George Lange Kelly (San Francisco, California, 10 de septiembre de 1895-Burlingame, California, 13 de octubre de 1984), más conocido como George Kelly, fue un jugador profesional estadounidense de béisbol que se desempeñó en la posición de primera base en las Grandes Ligas de Béisbol (MLB). Es miembro del Salón de la Fama del Béisbol.

## Carrera
Kelly jugó como profesional tres temporadas en New York Giants (1915-1917), después pasó por varios equipos, Pittsburgh Pirates (1917), New York Giants (1919-1926), Cincinnati Reds (1927-1930), Chicago Cubs (1930), y finalmente, se unió a Brooklyn Dodgers, donde jugó una temporada (1932), y fue el equipo en el que se retiró.

## Reconocimiento
En 1973, ingresó como miembro al Salón de la Fama del Béisbol.